# Dichaea trachysepala
Dichaea trachysepala är en orkidéart som beskrevs av Rudolf Schlechter. Dichaea trachysepala ingår i släktet Dichaea och familjen orkidéer.
Artens utbredningsområde är Colombia. Inga underarter finns listade i Catalogue of Life.